# Рогачёвский молочноконсервный комбинат

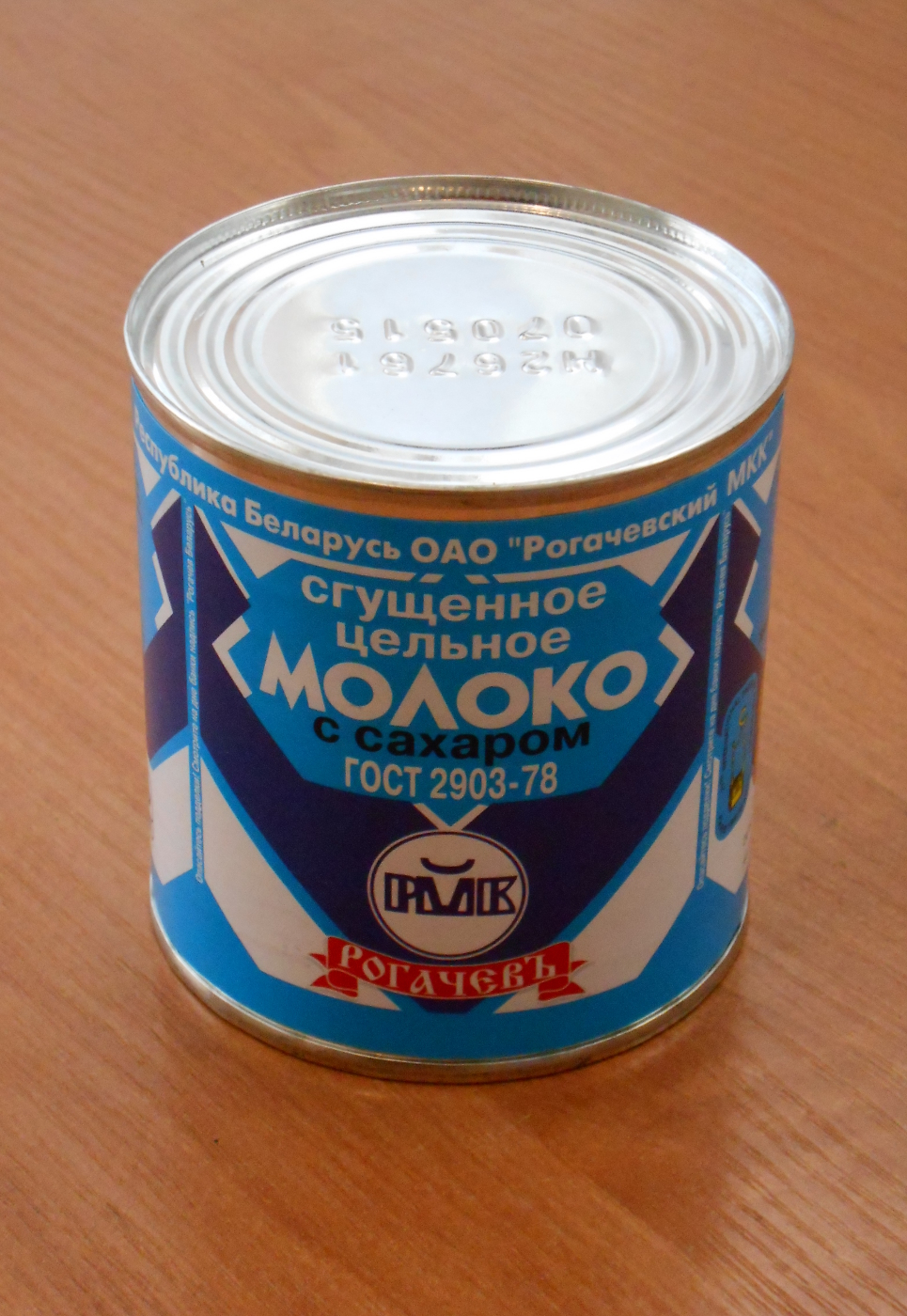
Сгущённое молоко — основная продукция комбината

Рогачёвский молочноконсервный комбинат (Рогачёвский МКК, РМК; бел. Рагачоўскі малочнакансервавы камбінат) — крупнейшее предприятие по производству сгущённого молока и других видов молочных консервов на территории Белоруссии.

## История
Основан в 1936 году как молочно-консервный завод. Первая продукция была выпущена в 1938 году. Проектная мощность предприятия тогда составляла 11 миллионов условных банок молочных консервов в год. В годы Великой Отечественной войны здания завода были разрушены. После освобождения Белоруссии началось его восстановление, проходившее в 1944—1947 гг.
С 1951—1961 гг. коллектив комбината участвовал в 23-х международных выставках и ярмарках, представлял свою продукцию в странах Европы, Азии и Латинской Америки.
1962 — Технологическое оборудование цельномолочного цеха опробуется в работе и сдаётся в эксплуатацию с проектной мощностью переработки 15 тонн сырья в смену.
С 1970 по 1980 — Годы, положившие начало коренному техническому перевооружению цехов, отделов, сырьевой зоны.
Декабрь 1982 — Запуск цеха сухих молочных продуктов. Построенное для цеха здание было оснащено высокопроизводительным оборудованием, автоматикой по контролю за качеством технологических процессов; с учётом конкретных условий производства цех объединили с маслоцехом.
Октябрь 1998 — Запуск цеха детского питания. Производство было оборудовано шведской компанией Tetra Pak. Строительство цеха было включено в республиканскую программу производства продуктов питания для детей раннего возраста (программа «Дети Беларуси») и было направлено на решение проблемы полноценного и сбалансированного питания детей республики.
2001 — На предприятии внедрена и сертифицирована система менеджмента качества производства молочных консервов на соответствие международным требованиям СТБ ИСО 9001.
2005 — На предприятии внедрена и сертифицирована система качества и безопасности производства продуктов детского питания на основе анализа рисков и критических контрольных точек ХАССП в соответствии с СТБ 1470—2004. В состав ОАО «Рогачёвский МКК» вошло ОАО «Буда-Кошелёвские сыры» как филиал по производству полутвёрдых сыров.
2006 — Зарубежные поставки занимали 70 %, а по молочным консервам 79 % выпускаемой продукции.
2008—2009 — Предприятие доводит выпуск молочных консервов до более 100 млн банок в год.
2010 — Выпуск молочных консервов составил более 120 млн банок за год. На предприятии была внедрена система управления качеством и безопасностью производства и хранения молока сухого на основе анализа рисков и критических контрольных точек (HACCP), соответствующая требованиям СТБ 1470—2004. Установлено новое оборудование по расфасовке сгущённого молока в упаковку типа Дой-пак.
2011 — На предприятии внедрена система управления качеством и безопасностью производства и хранения консервов молочных сгущённых и концентрированных, консервов молочных составных сгущённых и концентрированных на основе анализа рисков и критических контрольных точек (HACCP), соответствующая требованиям СТБ 1470—2004. Начато строительство цеха по выпуску твёрдых сыров мощностью 20 тонн в сутки.
В 2012 году к комбинату были присоединены ещё предприятия по переработке молока — Ветковский молочный завод и Жлобинский молочный завод. Теперь эти предприятия являются филиалами ОАО «Рогачёвский МКК».
В 2013 году, в честь 75-летия комбината, напротив его административного здания был установлен памятник сгущёнке. В основании памятника заложена капсула с посланием, которую завещано открыть в год 100-летия предприятия.
В 2014 году при непосредственной поддержке ОАО «Рогачёвский МКК» происходит возрождение футбола в городе Рогачёве: комбинат становится основным спонсором команды Рогачев-МК, которая спустя 10 лет снова начала выступать в чемпионате Белоруссии по футболу.

## Достижения
- Молоко цельное сгущенное с сахаром массовой долей жира 8,5 процента в потребительской упаковке (жестебанка, дой-пак) получило Государственный знак качества в 2024 году (в группе продовольственные товары)[6][7].

## Фоторепортажи
- artefact2010. Рогачёвское сгущённое молоко. ЖЖ (24 мая 2013). Дата обращения: 14 февраля 2017.